# Стрешнев, Яков Максимович
Яков Максимович Стрешнев (ум 26.V.1685) — воевода в Коле и Олонце.

## Биография
Представитель дворянского рода Стрешневых. Третий сын боярина Максима Фёдоровича Стрешнева (? — 1657). Братья — Иван, Пётр и Григорий Стрешневы.
В 1664 году — воевода в Коле. К этому времени относится царская грамота, в которой ему было приказано провести суд между лопарями Семиостровского и Еконского погостов по делу о самовольном захвате последними рыбных промыслов на реке Арзинке у лопарей Семиостровского погоста, которые платили дань за промысел в государственную казну.
В январе 1670 года принимал участие в похоронах царевича Алексея Алексеевича.
В 1676—1680 годах — воевода в Олонце. Вследствие подчинения Олонецкого уезда Новгороду, Стрешнев состоял в переписке с новгородскими воеводами: в конце 1677 года он уведомлял князя Урусова, что оброчные деньги с ладожских рыболовов будут доставляться в Новгород, в конце 1679 года он писал князю Одоевскому о запрете государя Фёдора Алексеевича новгородским посыльщикам брать безденежно подводы у олонецких крестьян.
5 марта 1678 года из Новгородского приказа были разосланы во все подведомственные города указы, требующие доставки в Москву всего небоеспособного и неиспользуемого оружия. Однако в Олонце не оказалось излишнего или требующего ремонта оружия, а напротив, ощущался недостаток в оружии (располагали лишь мушкетами в ограниченном количестве). Донося об этом в Новгородский приказ, Стрешнев просил прислать из Москвы ружей, так как вследствие близости Олонца к шведской границе, необходимо было обеспечивать высокую боевую готовность.
3 мая 1678 года он получил царскую грамоту о запрете голове кружечного двора Олонецкого уезда Шунгского погоста, ездить с «продажным питьём» в Файмогубскую волость на медные заводы датчан Марселиса и Бутенанта. Запрет был вызван челобитной владельцев заводов, которые жаловались, что пьянство работников порождает воровство, драки и убийства. Эта царская грамота — последний известный документ, в котором упоминается имя Якова Максимовича Стрешнева.
Единственный сын — стольник Дмитрий Яковлевич Стрешнев.
Погребён в Чудовом монастыре, могила утрачена.